# بقيات دقيقية
بَقٌ دَقِيقيٌّ أو فصيلة بسودوكوكسيدي (الاسم العلمي: Mealybug)، هي حشرات من فصيلة القرمزيات الزائفة، وهي حشرات غير مجنحة، دِقاقُ الحجم تُصيب النباتات البستانية وتمتص عصارتها بعد ثقب البشرة، تُلازِم النبات (نظرًا لفقد أجنحتها) ويشيع بينها التكاثر العذري، وهي من بنات عُمُومةِ الحشرات القشرية ولكن ما تفرزه لتغطية أجسامها مسحوقٌ أبيض (ومن هنا كانت تسميتها) ومنها نوعٌ يصيب القصب.